# Eduardo Tornaghi
Eduardo Henrique Tornaghi (ur. 26 września 1952 w Rio de Janeiro) – brazylijski aktor telewizyjny, teatralny i filmowy. Prowadził także zajęcia teatralne dla społeczności ubogiej w Rio de Janeiro, pisał wiersze, organizował imprezy literackie i rozpowszechniał współczesną poezję. Uczestniczył też w ruchu praw człowieka - Movimento Humanos Direitos (MHuD).

## Wybrana filmografia

### Filmy fabularne
- 1975: Enigma para Demônios jako Ivan
- 1978: Mulher Desejada jako Waldo
- 1980: O Grande Palhaço
- 1982: Dôra Doralina
- 1982: Das Tripas Coração jako
- 1983: A Mulher-Serpente e a Flor
- 1983: Doce Delírio
- 1985: Noite jako Mestre
- 1989: Sermões, a História de Antônio Vieira
- 1992: Oswaldianas
- 1999: Tiradentes
- 2002: O Príncipe jako Gustavo
- 2009: Insolação jako Arquiteto

### Seriale TV
- 1973: João da Silva jako Hélio
- 1975: A Moreninha jako Leopoldo
- 1976: Vejo a Lua no Céu jako Fernando
- 1977: O Espantalho jako Dirceu
- 1977: Sinhazinha Flô jako Arnaldo
- 1978: Ciranda Cirandinha jako Joel
- 1978: W rytmie disco (Dancin' Days) jako Raul de Castro Mello
- 1979: Memórias de Amor jako Jorge Argolo Ramos
- 1979: O Todo Poderoso jako Emanuel
- 1980: Marina jako Paulo
- 1984: Vereda Tropical jako Bráulio
- 1985: Noite jako Mestre
- 1985: A Gata Comeu jako Rafael
- 1987: Carmem  jako kochanek Carmem
- 2006: Carga Pesada jako Coveiro
- 2010: Uma Rosa com Amor jako Komornik